# KFLORIST
株式会社ケイフローリスト（けいふろーりすと）は、東京都港区南青山1丁目で創業した花卉小売業者（花屋）。
全国13店舗に拠点を持ち、イベント会場装飾を中心に、様々な有名ブランドのジュエリーイベントを手掛けている。ウェディングフラワー、フラワーギフトも取り揃えている。

## 沿革
ケイフローリストの歴史・沿革を参照
- 1963年 - 東京都港区南青山1-10-4に創業
- 1966年 - 有限会社ケイフローリストを設立
- 1978年 - 新青山ビル店開設
- 1981年 - 株式会社に組織変更
- 2003年 - 宇都宮店、品川プリンスホテル店開設
- 2004年 - 郡山店、姫路店開設
- 2005年 - 岡山店、和歌山店、沼津店、west53rd店開設
- 2006年 - 仙台店、大宮店、小山店開設
- 2007年 - パークアクシス青山一丁目タワー609号室に本社事務所を移転
- 2011年 - 神戸店開設
- 2012年 - ザ・プリンス京都宝ヶ池店開設
- 2013年 - ホテル日航アトリエ開設、徳島店開設
- 2015年 - 本社を赤坂に移転
- 2017年 - 水戸店開設
- 2018年 - 宇都宮店、FVS水戸店開設
- 2021年 - 資本金を888万円に減資、ケイフローリスト横浜を吸収合併、彩時間（irojikan）開設[2]
- 2022年 - 12月31日付で事業停止[3]
- 2023年 - 5月10日に東京地方裁判所から破産開始決定